# 安的列斯群島

安的列斯群島（英語：Antilles）在南美、北美两大陆之间，包括西印度群岛的大部分，為美洲加勒比海中的群島。

## 地理
安的列斯群島由两组岛群所組成：大安的列斯群島（Greater Antilles），由古巴島、牙買加島、伊斯帕尼奧拉島及波多黎各島組成；小安的列斯群島（Lesser Antilles）则包括背風群島（Leeward Islands）、向風群島（Windward Islands）、荷屬安的列斯（Nederlandse Antillen）。

### 气候
年平均气温25-26℃；年降水量为1000-2000毫米，向风坡较多，个别地区如牙买加岛可达7000毫米，背风坡多不及1000毫米。

## 名稱由來
中世紀晚期，歐洲人曾經幻想在西班牙以西的大西洋中，有一個名叫安提利亞（Antillia）的群島，而這個群島就是在西非加那利群島及亞洲的中間，更有人提它繪成一幅虛構的地圖。後來，克里斯多福·哥倫布在1492年到達今天的波多黎各附近，發現附近的島嶼和地圖所繪的非常相似，於是根據傳說的名字將這片群島命名為安的列斯（Antilles）。

## 歷史
自歐洲人踏足安的列斯群島以來，安的列斯群島就成為了歐洲人的殖民地。先後有西班牙、英國、荷蘭及法國的殖民者到來爭奪殖民地，而本來的原住民被歐洲人帶來的瘟疫所滅絕，今天居住在這片土地的大多為歐洲人及其奴隸的後裔。

## 國家及地域

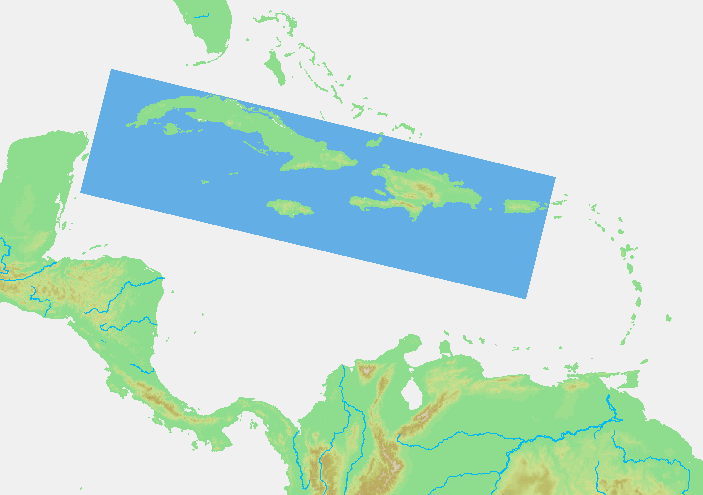
大安的列斯群島

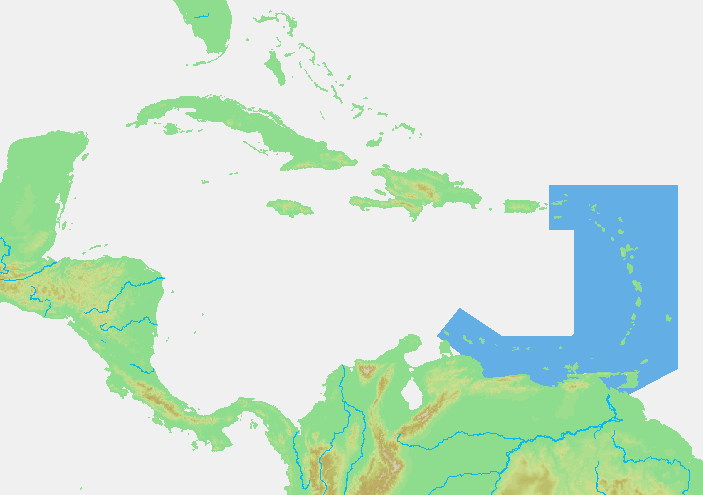
小安的列斯群島

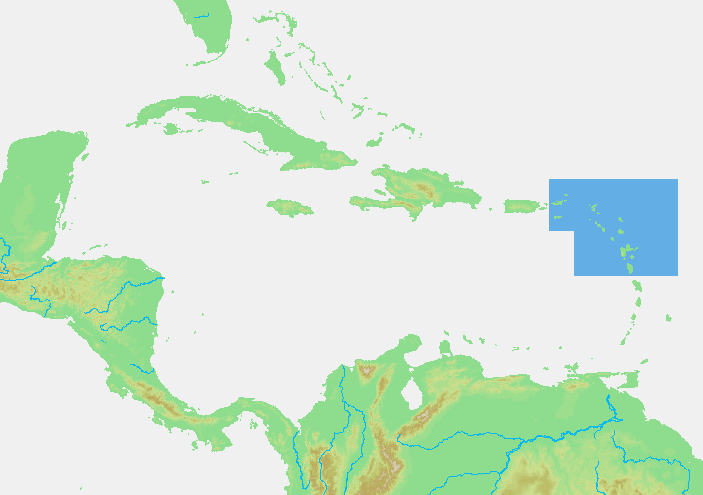
背風群島

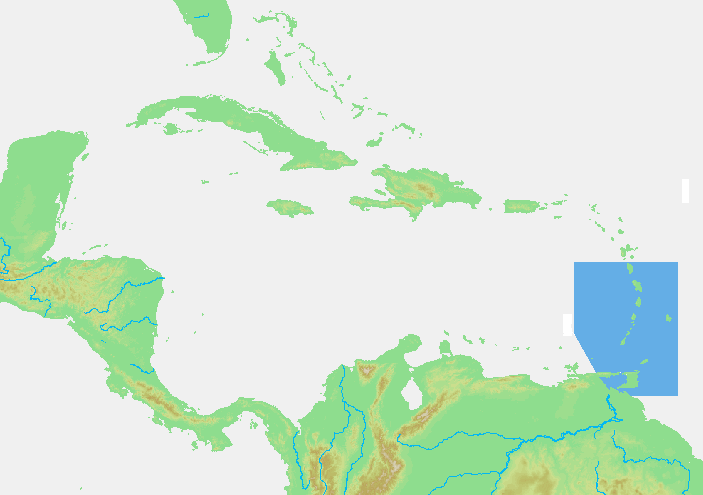
向風群島

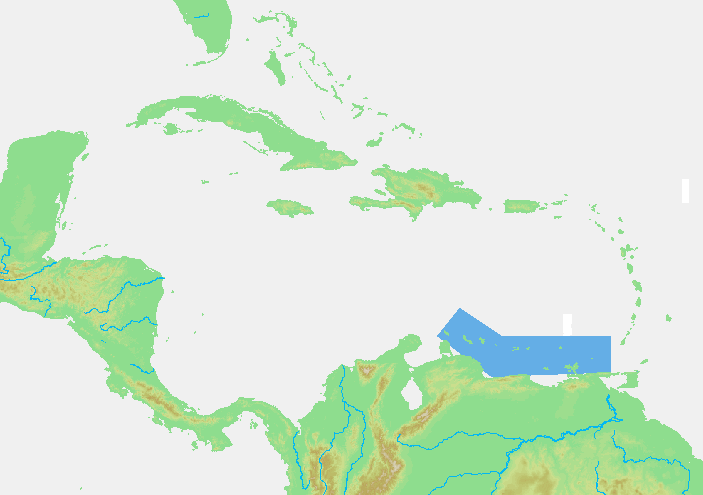
背風安的列斯群島

安的列斯群島上有不同的獨立國家及其他國家的屬地，由西北方向順時針臚列。

### 大安的列斯群島
- 古巴
- 开曼群岛（英國）
- 牙买加
- （美國；与 海地有主權爭議）
- 伊斯帕尼奧拉島
  -  海地
- 波多黎各 (美國)

### 小安的列斯群島

#### 背風群島

##### 維爾京群島
- 美屬維爾京群島（美國）
  - 聖克洛伊島
  - 聖約翰島
  - 聖托馬斯島
- 英屬維爾京群島（英國）

##### 背風群島內鏈
- （荷蘭）
- （荷蘭）
- 圣基茨和尼维斯
  - 聖基茨島
  - 尼維斯島
- （英國）

##### 背風群島外鏈
- （英國）
- 聖馬丁島
  -  法属圣马丁（法國）
  -  荷屬聖馬丁（荷蘭王國）
- （法國）
- 安地卡及巴布達
  - 巴布達島
  - 安提瓜島
  - 雷東達島

##### 背風群島底部
- （法國）
  - 拉代西拉德島
  - 瑪麗-加朗特島
  - 桑特群島

#### 向風群島
- 多米尼克
- （法國）
- 圣卢西亚
- 格瑞那達

#### 背風安的列斯群島
- 阿鲁巴（荷蘭王國）
- （荷蘭王國）
- （荷蘭）
- 聯邦屬地
  - 洛斯蒙赫斯群島
  - 拉托爾圖加島
  - 拉索拉島
  - 濱海群島
  - 洛斯弗賴萊斯群島
  - 帕托斯島
  - 羅克斯群島
  - 布蘭基亞島
  - 兄弟群島
  - 拉奧奇拉島
  - 拉斯阿韋斯群島
  - 阿韋斯島
- 新埃斯帕塔州
  - 瑪格麗塔島
  - 科切島
  - 庫瓦瓜島

### 其他島嶼
- 千里達及托巴哥
  - 多巴哥
  - 特立尼達島